# Магнетотактичні бактерії
Магнітотаксисні бактерії (або МТБ, англ. MTB) — група бактерій, виявлена у 1960-х роках, що проявляє особливу здатність орієнтуватися відносно магнітних ліній магнітного поля Землі. Термін магнітотаксис був введений для описання явища руху мікроорганізмів у відповідь на магнітні характеристики оточення.
Перший опис магнітотаксисних бактерій з'явився в 1963 році в публікації Інституту Мікробіології Університету Павії, написаного Салваторе Белліні . Спостерігаючи болотні опади під мікроскопом, він звернув увагу на групу бактерій, які очевидно орієнтувалися в одному напрямку. Він зрозумів, що ці мікроорганізми рухаються до північного полюсу, і назвав їх «магнітотаксисними бактеріями».
Перше повідомлення щодо магнітотаксисних бактерій у науковому журналі з'явилося в 1975 році у вигляді статті Річарда Блейкмора, мікробіолога Океанографічного інституту у Вудс Холі, в журналі Science, який так само спостерігав бактерій, здібних до пересування в певному напрямі: Блейкмор зрозумів, що ці мікроорганізми прямують вздовж ліній магнітного поля Землі, з півдня на північ, і тому ввів термін «магнітотаксис» .
Ці бактерії були темою багатьох експериментів: вони навіть були надіслані у космос, щоб вивчити їх магнітотаксисні властивості у відсутності гравітації, але остаточного висновку не було зроблено .
Чутливість магнітотаксисних бактерій до магнітного поля Землі є результатом факту, що ці бактерії формують в межах клітин ланцюжки кристалів магнітних мінералів; у всіх магнітотаксисних бактеріях є відкладення магнетиту або грейгиту. Ці кристали, а іноді ланцюжки кристалів, можуть бути збережені в геологічних породах як магнітні скам'янілості. Найстаріші відомі магнітні скам'янілості мають вік у 1,9 млрд років (сланці Ганфлінта) . Дослідники висувають припущення їх існування на Марсі, засновуючись на формі частинок магнетиту з марсіанського метеориту ALH84001, але ці заяви дуже сумнівні .

### Біологія
Існують кілька різних морфологій (форм) МТБ, які, крім того, відрізняються числом, розташуванням і типом «бактеріальних магнітних частинок» (БМЧ), які вони містять . МТБ можна поділити на дві категорії, згідно з тим, чи вони виробляють частинки магнетиту (Fe
3O
4) або грейгіту (Fe
3S
4), хоча деякі види здатні до створення обох типів частинок. Магнетит має магнітний момент втричі більший за грейгіт .
Магнетит-виробляючі магнітотаксисні бактерії зазвичай знаходяться в киснево-безкисневій перехідній зоні (OATZ), зоні переходу між багатою на кисень і бідною на кисень водою або опадами. Можливо, що еволюційна перевага наявності магнітотаксисної системи пов'язана зі здатністю ефективно орієнтуватися в межах цієї зони різких хімічних градієнтів, замінюючи тривимірний відгук одновимірним (див. підрозділ «Магнетизм» нижче для опису цього механізму). Деякі види магнітотаксисних бактерій можуть виробляти магнетит навіть в анаеробних умовах, використовуючи оксиди азоту, нітрати або сульфати як кінцевий акцептор електрону. Грейгіт-виробляючі магнітотаксисні бактерії зазвичай строго анаеробні .
Зараз вважається, що МТБ еволюціонували протягом ранньої Протерозойської ери, оскільки збільшення кількості атмосферного кисню скоротило кількість заліза, розчиненого в океанах. Організми почали зберігати залізо в певній формі, а це внутрішньоклітинне залізо було пізніше пристосоване для формування магнетосом і використання їх для магнітотаксиса. Ці ранні МТБ, можливо, брали участь в утворенні перших клітин еукаріотів . Біогенний магнетит, не так сильно відмінний від магнетиту магнітотаксисних бактерій, був також знайдений у вищих організмах, від евгленових водоростей до деяких риб , птахів і людини .
Магнітотаксисні бактерії утримують свої магнітні частинки в ланцюжках, як це дуже добро видно на мікрозображеннях бактерій роду Magnetospirillum. Магнітний диполь клітини — сума дипольних моментів всіх БМЧ, звичайно достатній, щоб пасивно орієнтувати клітину і подолати випадкові сили броунівського руху водного оточення . При наявності більш ніж одного ланцюжка, міжланцюжкові сили відштовхують ці структури до краю клітини, спричиняючи тургор .
Різноманіття МТБ проявляється високим числом різних морфотипів, знайдених в природних зразках води або опадів. Морфотипи, що зазвичай можна спостерігати, включають сферичні або еліптичні клітини (коки), паличкоподібні (бацили), зігнуті (вібріони) й спіральні (спірили) різного розміру. Один з найбільш унікальних морфотипів — багатоклітинна бактерія, відома як багатоклітинний магнітотаксисний прокаріот (БМП, MMP). Незважаючи на їх морфологію, всі вивчені МТБ рухомі за допомогою джгутиків і мають характерну для грам-негативних бактерій структуру клітинної стінки. Розташування та число джгутиків відрізняється і може бути також полярним, двополюсним або пучковим.
Інша риса, яка показує значну різноманітність, — розташування магнетосом усередині бактеріальної клітини. У більшості МТ магнетосоми вистроєні у ланцюжках, різних за довжиною та числом магнетосом, уздовж довгої осі бактерії, що є магнітно найефективнішою орієнтацією. Проте, дисперсний розподіл або кластери магнетосом зустрічаються в деяких МТБ, звичайно на одній стороні клітини, яка часто відповідає місцеположенню джгутика. Окрім магнетосом, в МТБ зустрічаються великі гранули, що містять елементарну сірку, поліфосфати або полі-β-гідроксибутірат.
Найчастіше у природних зразках, особливо зразках опадів, зустрічаються МТБ кокової форми, що мають два пучка джгутиків на частково пласкому боці. Цей характерний «білофотрофний» вигляд дав назву запропонованому роду «Bilophococcus» для цих бактерій. На відміну від них, два морфологічно відмінні типи МТБ регулярно спостерігаються в природних зразках, але ніколи не були ізольовані в чистій культурі, — БПМ і велика паличка, що містить значну кількість магнетосом у формі гачків (Magnetobacterium bavaricum).

### Магнетизм
Фізично, розвиток магнітного кристалу управляється двома чинниками: один намагається вирівняти у одному напрямку магнітні моменти молекул в кристалі, а інший скорочує магнітну силу кристала, дозволяючи прикріплення молекули з протилежним магнітним моментом. У природі це викликає існування магнітних доменів, розміром приблизно 150 нм для магнетиту, в межах кожного домену молекули мають близьку орієнтацію, але змінюють її на межі між доменами. Тому макроскопічно залізо немагнітне у відсутності прикладеного поля. Так само, надзвичайно маленькі магнітні частинки не проявляють магнітних властивостей при кімнатній температурі, їх магнітний момент безупинно змінюється тепловим рухом . Натомість, індивідуальні кристали магнетиту в МТБ мають розміри у межах від 35 до 120 нм, тобто достатньо великі, щоб мати помітний магнітний момент, при цьому залишаються в межах одного домену .

## Ресурси Інтернет
- http://www.gps.caltech.edu/~jkirschvink/magnetofossil.html [Архівовано 9 травня 2012 у Wayback Machine.]
- http://www.calpoly.edu/~rfrankel/mtbcalpoly.html [Архівовано 3 лютого 2012 у WebCite]
- https://web.archive.org/web/20070111022247/http://www.agu.org/revgeophys/moskow01/moskow01.html